# Spathipalpus philippii
Spathipalpus philippii är en tvåvingeart som beskrevs av Camillo Rondani 1863. Spathipalpus philippii ingår i släktet Spathipalpus och familjen parasitflugor. Inga underarter finns listade i Catalogue of Life.